# 2024
Cette page concerne l'année 2024  du calendrier grégorien.  Pour le nombre 2024, voir 2024 (nombre). Pour les autres significations, voir 2024 (homonymie).
2024 est la 2024e année de l'ère commune, la 24e du IIIe millénaire et du XXIe siècle et la 5e de la décennie 2020-2029. C'est une année bissextile qui commence un lundi.

## Autres calendriers
L'année 2024 du calendrier grégorien correspond aux dates suivantes :
- Calendrier berbère : 2973 / 2974
- Calendrier chinois : 4721 / 4722 (le Nouvel An chinois 4722 de l'année du dragon de bois a lieu le 10 février 2024)
- Calendrier hébraïque : 5784 / 5785 (le 1er tishri 5785 a lieu le 3 octobre 2024[1])
- Calendrier indien : 1945 / 1946 (le 1er chaitra 1946 a lieu le 21 mars 2024[1])
- Calendrier musulman : 1445 / 1446 (le 1er mouharram 1446 a lieu le 8 juillet 2024[1])
- Calendrier persan : 1402 / 1403 (le 1er farvardin 1403 a lieu le 20 mars 2024[1])
- Calendrier républicain : 232 / 233 (le 1er vendémiaire 233 a lieu le 22 septembre 2024[1])
- Jours juliens : 2 460 310,5 à 2 460 676,5[2],[1]

## Célébrations
- Année internationale des camélidés[3].

## Événements

### Janvier
- 1er janvier :
  - auto-dissolution de la république du Haut-Karabagh[4] ;
  - l’Arabie saoudite, l’Égypte, les Émirats arabes unis, l’Éthiopie et l’Iran rejoignent les BRICS ;
  - séisme dans la péninsule de Noto au Japon.
- 3 janvier : en Iran, des attentats à Kerman font 84 morts.
- 7 janvier : élections législatives au Bangladesh.
- 12 janvier au 10 février : Coupe d'Asie des nations de football au Qatar.
- 13 janvier : élections législatives et élection présidentielle à  Taïwan.
- 13 janvier au 11 février : Coupe d'Afrique des nations de football (CAN 2023) en Côte d'Ivoire.
- 14 janvier : au Danemark, abdication de Margrethe II en faveur de son fils, Frederik X.
- 25 janvier : exécution de Kenneth Eugene Smith aux États-Unis, la première au monde réalisée par inhalation forcée d'azote.
- 28 janvier : élection présidentielle en Finlande.

### Février
- 4 février : élection présidentielle au Salvador.
- 7 février : élection présidentielle en Azerbaïdjan.
- 8 février : élections législatives au Pakistan.
- 11 février : élection présidentielle en Finlande (2e tour).
- 25 février :
  - élections législatives en Biélorussie ;
  - élections sénatoriales au Cambodge.
- 26 février : élection présidentielle en Hongrie.

### Mars
- 10 mars : élections législatives au Portugal.
- 17 mars : élection présidentielle en Russie. Vladimir Poutine est réélu dès le premier tour de scrutin.
- 23 mars : élection présidentielle en Slovaquie.
- 22 mars : attaque terroriste près de Moscou.
- 24 mars : élection présidentielle au Sénégal.

### Avril
- 3 avril : élections sénatoriales au Pakistan.
- 4 avril : élections législatives au Koweït.
- 6 avril : élection présidentielle en Slovaquie (2e tour).
- 8 avril : éclipse solaire totale (océan Pacifique - Amérique du Nord : Mexique, États-Unis, sud-est du Canada).
- 10 avril : élections législatives en Corée du Sud.
- 17 avril : élections législatives en Croatie.
- 19 avril au 1er juin : élections législatives en Inde.
- 24 avril : élection présidentielle en Macédoine du Nord.
- 29 avril :
  - élections sénatoriales en république démocratique du Congo ;
  - élections législatives au Togo.

### Mai
- 5 mai : élections législatives et présidentielle au Panama.
- 6 mai : élection présidentielle au Tchad.
- 8 mai : élections législatives en Macédoine du Nord.
- 7 mai - 11 mai : Concours Eurovision de la chanson à Malmö en Suède.
- 12 mai : référendum constitutionnel et élection présidentielle en Lituanie.
- 13 mai : élections législatives à Madagascar.
- 29 mai : élections générales en Afrique du Sud. Le Congrès national africain (ANC) perd la majorité parlementaire qu'il détenait depuis les élections inaugurales post-apartheid en 1994.

### Juin
- 2 juin : élections fédérales au Mexique.
- 6 - 9 juin : élections européennes.
- 9 juin :
  - élections fédérales et régionales en Belgique ;
  - élections législatives en Bulgarie ;
  - référendum en Slovénie ;
  - dissolution de l'Assemblée nationale en France par le président Emmanuel Macron.
- 14 juin au 14 juillet : championnat d'Europe de football 2024 en Allemagne.
- 20 juin au 16 juillet : Copa América 2024 aux États-Unis.
- 28 juin : élection présidentielle en Iran.
- 29 juin : élection présidentielle en Mauritanie.
- 30 juin : élections législatives anticipées en France (1er tour).

### Juillet
- 14 juin au 14 juillet : championnat d'Europe de football 2024 en Allemagne.
- 20 juin au 16 juillet : Copa América 2024 aux États-Unis.
- 4 juillet : élections générales au Royaume-Uni, remportées par le Parti travailliste.
- 5 juillet : élection présidentielle en Iran (2e tour).
- 7 juillet : élections législatives en France (2e tour).
- 13 juillet : tentative d'assassinat sur Donald Trump.
- 15 juillet : élections législatives et élection présidentielle au Rwanda.
- 26 juillet : ouverture des Jeux olympiques d'été de 2024 à Paris.
- 28 juillet : élection présidentielle au Venezuela.
- 31 juillet : Assassinat d'Ismaël Haniyeh

### Août
- Août : assemblée générale de l'Union astronomique internationale de 2024.
- 11 août : clôture des Jeux olympiques d'été de 2024 à Paris.
- 28 août : ouverture des Jeux paralympiques d'été de 2024 à Paris.

### Septembre
- 1er septembre : élections législatives en Azerbaïdjan.
- 5 septembre : Michel Barnier est nommé Premier ministre français.
- 7 septembre : élection présidentielle en Algérie.
- 8 septembre : clôture des Jeux paralympiques d'été de 2024 à Paris.
- 10 septembre : élections législatives en Jordanie.
- 21 septembre : élection présidentielle au Sri Lanka.
- 29 septembre : élections législatives en Autriche.

### Octobre
- 6 octobre :
  - référendum au Kazakhstan ;
  - élection présidentielle en Tunisie.
- 9 octobre : élections législatives et élection présidentielle au Mozambique.
- 13 octobre : élections législatives en Lituanie.
- 20 octobre : élection présidentielle en Moldavie.
- 26 octobre : élections législatives en Géorgie.
- 27 octobre :
  - élections législatives en Bulgarie ;
  - élections législatives au Japon ;
  - élections législatives en Ouzbékistan ;
  - élections générales et référendum constitutionnel en Uruguay.
- 28 octobre: manifestations en Géorgie.
- 29 octobre : en Espagne, des inondations catastrophiques dans la Communauté valencienne font plus de 200 morts et de lourds dégâts, notamment dans les villes autour de Valence.
- 30 octobre : élections générales au Botswana.

### Novembre
- 5 novembre : élection présidentielle aux États-Unis. Donald Trump est élu et les républicains prennent le contrôle du Sénat.
- 10 novembre : départ du 10e Vendée Globe.
- 18-19 novembre : sommet du G20 au Brésil.
- 11 au 22 novembre : Conférence de Bakou sur les changements climatiques (COP 29) en Azerbaïdjan.
- 14 novembre : élections législatives au Sri Lanka.
- 16 novembre : référendum constitutionnel au Gabon.
- 24 novembre : élection présidentielle en Roumanie.
- 27 novembre : élections législatives et élection présidentielle en Namibie.
- 29 novembre : élections législatives en Irlande.
- 30 novembre : élections législatives en Islande.

### Décembre
- 1er décembre  : élections parlementaires en Roumanie.
- 2 décembre : la Belgique est condamnée pour crime contre l'humanité dans l'affaire des métis belges.
- 7 décembre : élections législatives et élection présidentielle au Ghana.
- 8 décembre : en Syrie, prise de Damas et chute de Bachar el-Assad lors d'une offensive rebelle lancée le 27 novembre.
- 13 décembre : François Bayrou est nommé Premier ministre français à la place de Michel Barnier.
- 14 décembre : élection présidentielle en Géorgie.
- 29 décembre :
  - élection présidentielle en Croatie ;
  - élections législatives au Tchad.

## Distinctions internationales

### Prix Nobel
Les lauréats du prix Nobel en 2024 sont :
- prix Nobel de chimie : David Baker, Demis Hassabis et John M. Jumper ;
- prix Nobel de littérature : Han Kang ;
- prix Nobel de la paix : Nihon Hidankyo ;
- prix Nobel de physiologie ou médecine :  Victor Ambros et Gary Ruvkun ;
- prix Nobel de physique : John Hopfield et Geoffrey Hinton ;
- « prix Nobel » d'économie : Daron Acemoglu, Simon Johnson et James A. Robinson.

## Décès en 2024

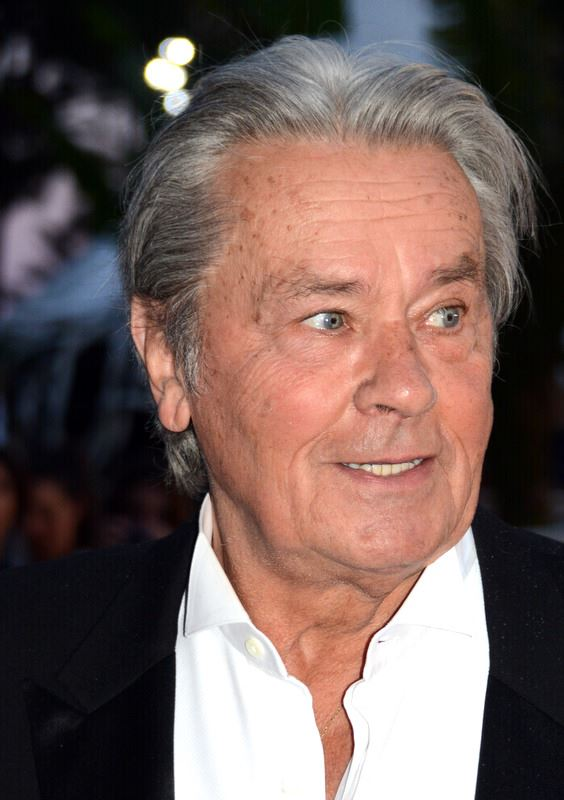
Alain Delon.

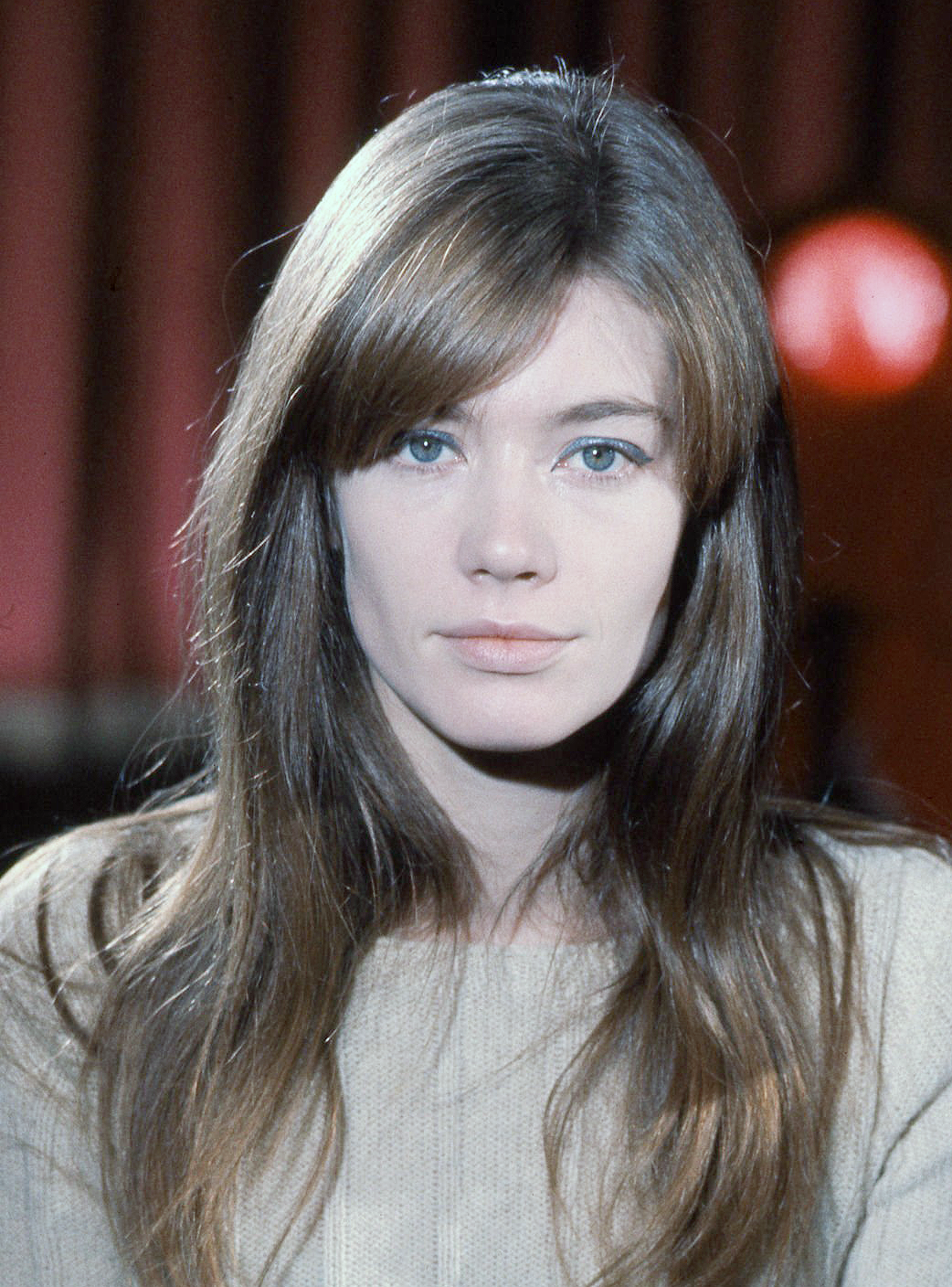
Françoise Hardy.

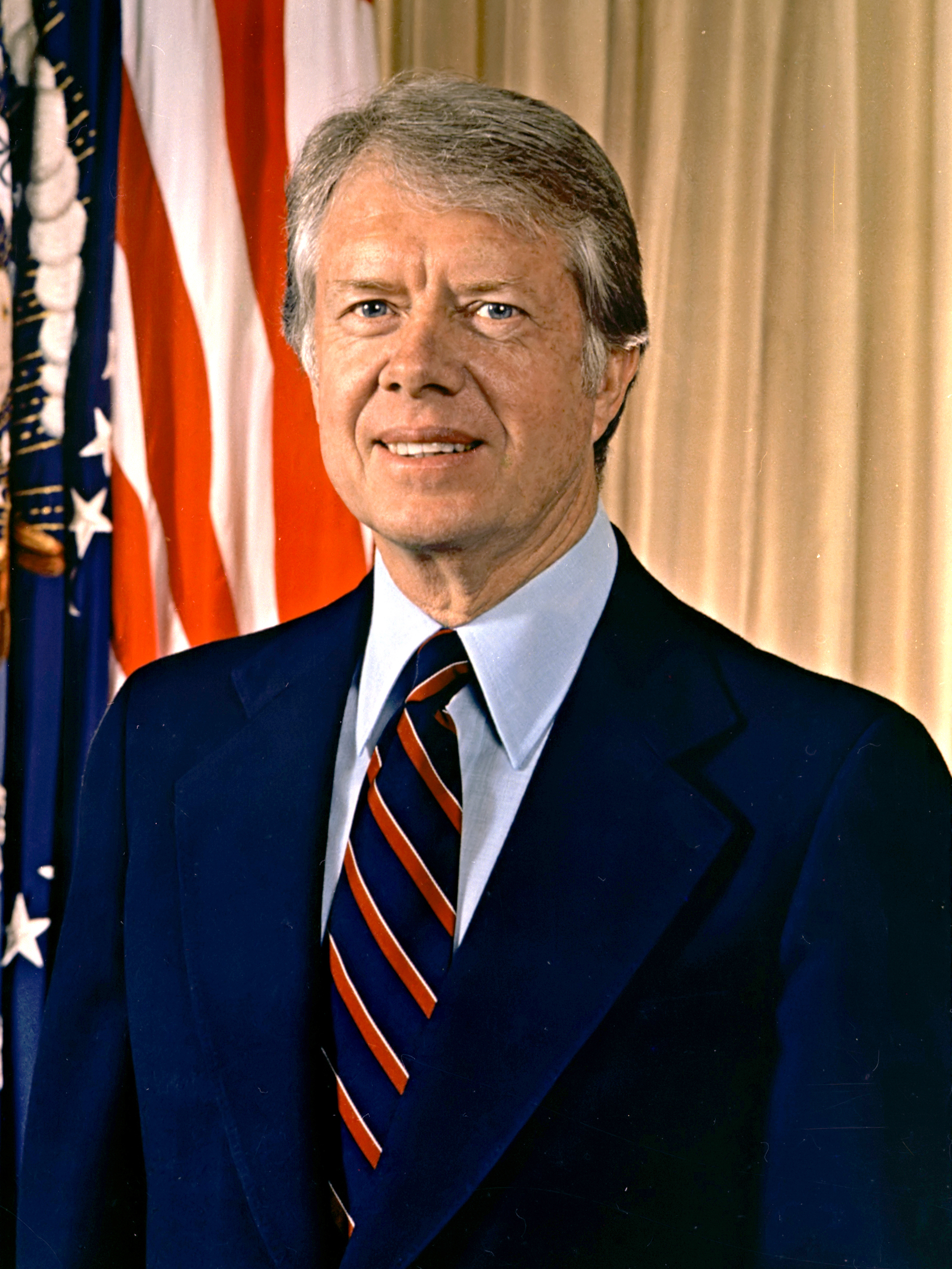
Jimmy Carter.

Personnalités majeures décédées en 2024
- 7 janvier : Franz Beckenbauer (footballeur allemand).
- 6 février : Seiji Ozawa (chef d'orchestre japonais).
- 9 février : Robert Badinter (homme politique et avocat français).
- 13 février : Alain Dorval (acteur et chef d'entreprise français)
- 21 février : Micheline Presle (actrice française)
- 23 mars : Daniel Beretta (acteur et chanteur français)
- 8 avril : Peter Higgs (physicien britannique).
- 30 avril : Paul Auster (écrivain américain).
- 4 mai : Frank Stella (peintre américain).
- 6 mai : Bernard Pivot (animateur, journaliste et critique français).
- 11 juin : Françoise Hardy (chanteuse française).
- 18 juin : Anouk Aimée (actrice française).
- 18 août : Alain Delon (acteur français).
- 11 septembre : Alberto Fujimori (homme d'État péruvien).
- 3 octobre : Michel Blanc (acteur et réalisateur français).
- 16 octobre : Liam Payne (chanteur britannique).
- 6 novembre : Tony Todd (acteur américain)
- 29 décembre : Jimmy Carter (homme politique américain).
- 30 décembre : Jamshid ben Abdallah (sultan de Zanzibar)